# Saint-Hippolyte (Cantal)
Saint-Hippolyte település Franciaországban, Cantal megyében. Lakosainak száma 98 fő (2022. január 1.). Saint-Hippolyte Apchon, Cheylade és Collandres községekkel határos.

## Népesség
A település népessége az elmúlt években az alábbi módon változott:
| Lakosok száma | 235  | 149  | 140  | 113  | 107  | 116  | 117  | 104  | 98   | 98   |
|               | 1968 | 1982 | 1990 | 2006 | 2013 | 2015 | 2017 | 2019 | 2020 | 2022 |